# ونکیا، انتیقویا
ونکیا، انتیقویا (به اسپانیایی: Venecia, Antioquia) یک سکونتگاه مسکونی در کلمبیا است که در بخش انتیوکیا واقع شده‌است.